# Espiel (kommun)
Espiel är en kommun i Spanien.   Den ligger i provinsen Province of Córdoba och regionen Andalusien, i den centrala delen av landet, 270 km söder om huvudstaden Madrid. Antalet invånare är 2 464.